# مارثا بلاكمان
مارثا بلاكمان (بالإنجليزية: Martha Blackman)‏ هي عازفة تشيلو أمريكية، ولدت في 1927.